# جان ديودونيه
جان ديودونيه (بالفرنسية: Jean Dieudonné)‏ هو رياضياتي برازيلي وفرنسي، ولد في 1 يوليو 1906 في ليل في فرنسا، وتوفي في 29 نوفمبر 1992 في باريس في فرنسا.

## وصلات خارجية
- جان ديودونيه على موقع الموسوعة البريطانية (الإنجليزية)